# Privileged
Privileged é uma série de televisão baseada no livro How to Teach Filthy Rich Girls de Zoey Dean. A série é estrelada por Ashley Newbrough, Joanna Garcia e Lucy Hale. Foi originalmente para compartilhar o mesmo nome que o livro, mas o nome foi anunciado na Upfronts como Surviving the Filthy Rich e mais tarde mudou de novo para Privileged em 24 de junho de 2008. Foi produzido pela Alloy Entertainment em associação com a Warner Bros. Television e CBS Paramount Network Television com os produtores executivos Rina Mimoun, Bob Levy e Leslie Morgenstein. Michael Engler dirigiu o piloto.
Em 19 de maio de 2009, foi anunciado que a The CW não iria renovar a série para uma segunda temporada.
No Brasil, foi exibida na TV Aberta pelo SBT, de 18 de julho à 14 de novembro de 2011, às segundas-feiras no Tele Seriados às 02h00min da madrugada.

## Premissa
Megan Smith é uma jovem de vinte e três anos formada em jornalismo pela Universidade Yale, que sonha em conquistar o mundo do jornalismo, apesar de estar empregada por um tablóide. Tudo muda em um único e confuso dia, quando ela é demitida, conhece a lenda dos cosméticos Laurel Limoges e se torna tutora de suas duas netas adolescentes. Rose e Sage são belas, porém, rebeldes, e não dão atenção à Megan, apesar de esta estar determinada a conquistá-las enquanto aproveita a boa vida que ganhou - uma suíte privada, um belo carro conversível e um chef particular.
Em Palm Beach, Megan rapidamente conquista Will, um rico rapaz da vizinhança, que no entanto namora Lily, a irmã dela. Completando o quadrado amoroso, o melhor amigo de Megan, Charlie, guarda uma paixão secreta por ela. Apesar de ter suas próprias complicações amorosas e problemas de família, Megan ainda quer fazer a diferença na vida de Rose e Sage, e tenta sobreviver na alta sociedade de Palm Beach.

## Elenco
- Joanna García como Megan Smith
- Lucy Hale como Rose Baker
- Ashley Newbrough como Sage Baker
- Michael Cassidy como Charlie Hogan[7]
- Allan Louis como Marco Giordani
- Brian Hallisay como Will Davis
- Kristina Apgar como Lily Smith
- Anne Archer como Laurel Limoges
- Dave Franco como Zachary

## Recepção da crítica
Privileged teve recepção mista por parte da crítica especializada. Com base de 14 avaliações profissionais, alcançou uma pontuação de 58% no Metacritic. Por votos dos usuários do site, atinge uma nota de 8.2, usada para avaliar a recepção do público.

## Episódios
A CW ficou satisfeita com o desempenho inicial da série, e em novembro de 2008, estendeu sua temporada inicial na ordem de cinco episódios, elevando para o total de 18 episódios.
O horário original da série era as terças-feiras às 09h00min (UTC-5), onde a CW colocou ao ar os primeiros dez episódios. Os próximos dois episódios de Privileged foram testados em um horário novo, às segundas-feiras, 01 de dezembro e 08 de dezembro de 2008, às 21h00min (UTC-5). No entanto, esses episódios também foram retransmitidos na noite seguinte, às 21h00min (UTC-5), no habitual horário, e na midseason o horário de Privileged continuou o mesmo, terça-feira às 21h00min, que teve início dia 06 de janeiro de 2009.
Já no SBT a série estreou dia 18 de Julho de 2011 sendo exibida todas as segundas no Tele Seriados às 02h da madrugada.
| Episódios | Episódios | Lançamento Original | Estreia da Temporada   | Final da Temporada      | Horário             | Lançamento em DVD | Lançamento em DVD | Lançamento em DVD | Lançamento em DVD |
| Episódios | Episódios | Lançamento Original | Estreia da Temporada   | Final da Temporada      | Horário             | Região 1          | Discos            | Região 2          | Discos            |
| --------- | --------- | ------------------- | ---------------------- | ----------------------- | ------------------- | ----------------- | ----------------- | ----------------- | ----------------- |
|           | 18        | 2008–2009           | 09 de Setembro de 2008 | 24 de Fevereiro de 2009 | Terça 21h00 (UTC-5) | TBA               | TBA               | TBA               | TBA               |

| # | Título                                   | Escrito por                    | Dirigido por         | Lançamento original ( pela CW\| pelo SBT)      |
| --- | ---------------------------------------- | ------------------------------ | -------------------- | ---------------------------------------------- |
| 1 | "Pilot"                                  | Rina Mimoun                    | Michael Engler       | 9 de setembro de 2008 18 de julho de 2011      |
| Megan Smith, uma jovem recém-formada em Yale que não consegue ter sucesso na carreira de jornalista, aceita a oferta de trabalho de Laurel Limoges e se torna a tutora de suas bilionárias netas gêmeas (as garotas mais esnobes e rebeldes que Megan já viu) para ajudá-las a entrar na universidade. |                                          |                                |                      |                                                |
| 2 | "All About Honesty"                      | Rina Mimoun                    | Michael Engler       | 16 de setembro de 2008 25 de julho de 2011     |
| Megan está empolgada porque vai a um evento de gala dos ricos e famosos, onde Laurel lhe apresenta a diversas pessoas importantes. Mas a alegria do evento logo acaba, quando Megan entra em uma discussão acalorada com sua irmã Lily, Rose vê seu ex-namorado com outra garota e Megan precisa resgatar Rose e Sage, quando os dois são pegos dirigindo sem licença. |                                          |                                |                      |                                                |
| 3 | "All About What You Really, Really Want" | Anna Fricke                    | Nick Marck           | 23 de setembro de 2008 1 de agosto de 2011     |
| Depois de Rose descobrir que vai repetir o 1º ano do ensino médio por causa de suas notas baixas, Megan marca um horário com o diretor do colégio e tenta fazer com que Rose tenha uma segunda chance. Mas Megan e o diretor se sentem atraídos um pelo outro e, mais tarde, ela aceita sair com ele, deixando Charlie com ciúmes. |                                          |                                |                      |                                                |
| 4 | "All About the Power Position"           | Rina Mimoun & Christopher Fife | David Paymer         | 30 de setembro de 2008 8 de agosto de 2011     |
| Megan fica chocada quando acha um DVD adulto na bolsa de Rose, mas fica ainda mais chocada quando Rose diz que não é mais virgem e que está planejando fazer sexo com seu namorado atual. Enquanto isso, Sage convida Lily para jantar num restaurante, para descobrir os segredos de Megan. Os dois terminam bebendo bastante juntos, o que deixa Megan furiosa. Enfim, Megan fica preocupada, quando começa a achar que Jacob pode estar perdendo o interesse nela.                 |                                          |                                |                      |                                                |
| 5 | "All About Friends and Family"           | Michael Reisz                  | Joanna Kerns         | 7 de outubro de 2008 15 de agosto de 2011      |
| Laurel encarrega Megan de supervisionar a festa na piscina das gêmeas, obrigando-a a cancelar os planos para o fim de semana com Jacob. Enquanto isso, Charlie confessa para Marco que está apaixonado por Megan, e Rose convence Megan a convidar Lily para a festa na piscina. |                                          |                                |                      |                                                |
| 6 | "All About Appearances"                  | Christopher Fife               | Janice Cooke-Leonard | 21 de outubro de 2008 22 de agosto de 2011     |
| Os problemas de Megan com o sexo oposto chegam ao limite quando ela percebe que Jacob ainda está interessado em sua ex-namorada e Charlie decide colocar a amizade nos trilhos. Laurel é convencida por Megan a incluir Sage e Rose em sua campanha de marketing. |                                          |                                |                      |                                                |
| 7 | "All About the Haves and the Have-Nots"  | David Babcock                  | Liz Friedlander      | 28 de outubro de 2008 29 de agosto de 2011     |
| Megan finalmente decide ver seu pai e o convida para um jantar na mansão. Enquanto isso, Sage pega Lilly numa posição comprometedora. A amizade de Charlie e Megan pode acabar, depois que os dois têm uma grande discussão. |                                          |                                |                      |                                                |
| 8 | "All About Defining Yourself"            | Jenny Lynn                     | Paul Lazarus         | 4 de novembro de 2008 5 de setembro de 2011    |
| Megan descobre informações surpreendentes sobre o passado de Laurel. Sage e Rose pedem a ajuda de um publicitário para gerenciar a fama e a popularidade delas. |                                          |                                |                      |                                                |
| 9 | "All About Insecurities"                 | Scott Weinger                  | Michael Engler       | 11 de novembro de 2008 12 de setembro de 2011  |
| O publicitário contratado por Sage e Rose consegue que elas entrem na inauguração de uma danceteria, onde Rose vai cantar e Sage vai tocar guitarra. |                                          |                                |                      |                                                |
| 10 | "All About Overcompensating"             | Michael Reisz                  | Norman Buckley       | 18 de novembro de 2008 19 de setembro de 2011  |
| Megan e Will finalmente revelam seus sentimentos um pelo outro e começam a namorar. |                                          |                                |                      |                                                |
| 11 | "All About Love, Actually"               | Margaux Froley                 | Michael Engler       | 1 de dezembro de 2008 26 de setembro de 2011   |
| Megan decide punir Rose ao descobrir que a garota planejava colar nas provas. Laurel reaviva uma antiga paixão. Charlie tem dúvidas sobre morar com Mandy. Marco recebe companhia na cozinha. |                                          |                                |                      |                                                |
| 12 | "All About the Ripple Effect"            | David Babcock & Rina Mimoun    | Ron Lagomarsino      | 8 de dezembro de 2008 3 de outubro de 2011     |
| Assim que começa a se acostumar com o relacionamento com o pai, Megan recebe uam visita surpresa de sua mãe. Sage luta contra os sentimentos por Luis, Will acha difícil entender os problemas familiares de Megan. |                                          |                                |                      |                                                |
| 13 | "All About What Lies Beneath"            | Anna Fricke                    | Liz Friedlander      | 6 de janeiro de 2009 10 de outubro de 2011     |
| Megan finalmente confronta sua mãe e lhe diz como realmente se sente por ter sido abandonada. Enquanto isso, Sage e Rose planejam um evento de caridade para refugiados cubanos como uma desculpa para que Sage passe mais tempo com Luis. Charlie volta para a escola, mas Mandy fica com ciúmes quando ela descobre que ele vai estudar com Megan. Por fim, Megan descobre que Lily está na prisão.                                                                                 |                                          |                                |                      |                                                |
| 14 | "All About Tough Love"                   | Rina Mimoun & Christopher Fife | David Paymer         | 13 de janeiro de 2009 17 de outubro de 2011    |
| Depois de saber que Lily está na prisão, Megan corre para ajudá-la e descobre o motivo por trás da prisão da irmã. Will se oferece para pagar a fiança, mas Arthur se recusa a ajudá-la, como uma maneira de ensinar uma lição para a filha. Enquanto isso, Rose ajuda Sage a escolher um presente caro para Luis, mas a reação dele não é nada perto do que as gêmeas esperavam. |                                          |                                |                      |                                                |
| 15 | "All About the Big Picture"              | Natasha Gaty                   | Michael Schultz      | 20 de janeiro de 2009 24 de outubro de 2011    |
| Will encoraja Megan a se distanciar dos problemas de sua família e a apresenta a seus pais. Enquanto isso, Rose e Zachary encontram um problema em seu relacionamento, quando ele encontra uma foto dela, Sage, e Pete Wentz juntos na balada. |                                          |                                |                      |                                                |
| 16 | "All About Confessions"                  | Jenny Lyn                      | David Paymer         | 3 de fevereiro de 2009 31 de outubro de 2011   |
| Megan e Charlie se beijam, Sage está com medo de que Luis não goste da ideia de que ela seja virgem, e Rose recebe a visita da filha de Miles. |                                          |                                |                      |                                                |
| 17 | "All About Betrayal"                     | Scott Weinger & David Babcock  | Ron Lagomarsino      | 10 de fevereiro de 2009 7 de novembro de 2011  |
| Rose conta a verdade para Sage sobre quem é seu avô, o que provoca uma briga entre Laurel e as gêmeas. Enquanto isso, o pai de Will decide começar uma nova revista e Megan quer contribuir para a primeira edição, mas o editor-chefe é muito mais difícil de agradar do que ela esperava. Marco toma medidas drásticas para ter Keith de volta. |                                          |                                |                      |                                                |
| 18 | "All About a Brand New You"              | Rina Mimoun                    | David Paymer         | 24 de fevereiro de 2009 14 de novembro de 2011 |
| Neste fim de temporada, Marco e Keith planejam seu casamento, e o relacionamento de Rose e Sage enfrenta problemas, quando Rose decide adiar seus planos para a primavera e Sage fica chateado. Zachary também sente que Rose está mudando rápido demais e se preocupa com o futuro de seu relacionamento com ela. Enquanto isso, Megan e Lily descobrem que Arthur está bebendo de novo e que Shelby quer que ele lhe dê uma nova chance. Will e Megan têm uma briga e dão um tempo. |                                          |                                |                      |                                                |

A temporada terminou com a palavra "Continua ..." No entanto, a The CW cancelou a série no dia 19 de maio de 2009.

## Audiências
Privileged terminou em 177º lugar na audiência anual com uma média de 1.9 milhões de telespectadores.
| #  | Episódio                                | Data que foi ao ar      | Telespectadores (em milhões) | Demo 18-49 Rating/Share | Demo 18-34 Rating/Share |
| -- | --------------------------------------- | ----------------------- | ---------------------------- | ----------------------- | ----------------------- |
| 1  | "Pilot"                                 | 09 de Setembro de 2008  | 2.929                        | 1.3/3                   | 1.5/4                   |
| 2  | "All About Honesty"                     | 16 de Setembro de 2008  | 2.429                        | 1.1/3                   | 1.4/4                   |
| 3  | "All About What You Really Really Want" | 23 de Setembro de 2008  | 1.862                        | 0.9/2                   | 1.3/4                   |
| 4  | "All About The Power Position"          | 30 de Setembro de 2008  | 1.88                         | 0.9/2                   | 1.3/3                   |
| 5  | "All About Friends and Family"          | 07 de Outubro de 2008   | 2.331                        | 1.1/3                   | 1.4/4                   |
| 6  | "All About Appearances"                 | 21 de Outubro de 2008   | 1.47                         | 0.7/2                   | 1.0/3                   |
| 7  | "All About The Haves and Have-Nots"     | 28 de Outubro de 2008   | 2.16                         | 1.1/3                   | 1.4/4                   |
| 8  | "All About Defining Yourself"           | 04 de Novembro de 2008  | 2.26                         | 1.1/2                   | 1.5/3                   |
| 9  | "All About Insecurities"                | 11 de Novembro de 2008  | 1.87                         | 0.9/2                   | 1.4/4                   |
| 10 | "All About Overcompensating"            | 18 de Novembro de 2008  | 1.58                         | 0.8/2                   | 1.2/3                   |
| 11 | "All About Love, Actually"              | 01 de Dezembro de 2008  | 2.20                         | 1.0/2                   | 1.5/4                   |
| 12 | "All About the Ripple Effect"           | 08 de Dezembro de 2008  | 1.90                         | 1.0/2                   | 1.5/4                   |
| 13 | "All About What Lies Beneath"           | 06 de Janeiro de 2009   | 1.743                        | 0.8/2                   | 1.1/3                   |
| 14 | "All About Tough Love"                  | 13 de Janeiro de 2009   | 1.126                        | 0.5/1                   | 0.7/2                   |
| 15 | "All About the Big Picture"             | 20 de Janeiro de 2009   | 1.657                        | 0.8/2                   | 1.0/2                   |
| 16 | "All About Confessions"                 | 03 de Fevereiro de 2009 | 1.694                        | 0.8/2                   | 1.1/3                   |
| 17 | "All About Betrayal"                    | 10 de Fevereiro de 2008 | 1.516                        | 0.7/1                   | 0.9/3                   |
| 18 | "All About a Brand New You"             | 24 de Fevereiro de 2008 | 1.624                        | 0.8/2                   | 1.1/3                   |